# Chú bác
Chú bác, cậu dượng (trong bài gọi tắt là "chú bác") là anh, em ruột của cha mẹ hoặc kết hôn với chị, em ruột của cha mẹ. Chú bác có quan hệ họ hàng sinh là họ hàng cấp hai. Đối với chú bác là nữ thì gọi là cô, và quan hệ tương hỗ là cháu trai hoặc cháu gái. Từ này có nguồn gốc từ tiếng Latinh: avunculus là phần nhỏ của avus (ông nội) và là một mối quan hệ gia đình trong một gia đình mở rộng hoặc trực tiếp. Ở một số nền văn hóa và gia đình (chẳng hạn như ở Châu Phi), trẻ em cũng có thể gọi anh chị em họ của cha mẹ là cô hoặc chú do chênh lệch tuổi tác. Đây cũng là một danh hiệu để tôn trọng những người lớn tuổi (ví dụ như anh chị em họ, hàng xóm, người quen, bạn bè thân thiết của gia đình, và thậm chí đôi khi hoàn toàn xa lạ). Sử dụng thuật ngữ theo cách này là một hình thức quan hệ họ hàng hư cấu.

## Nghĩa bổ sung

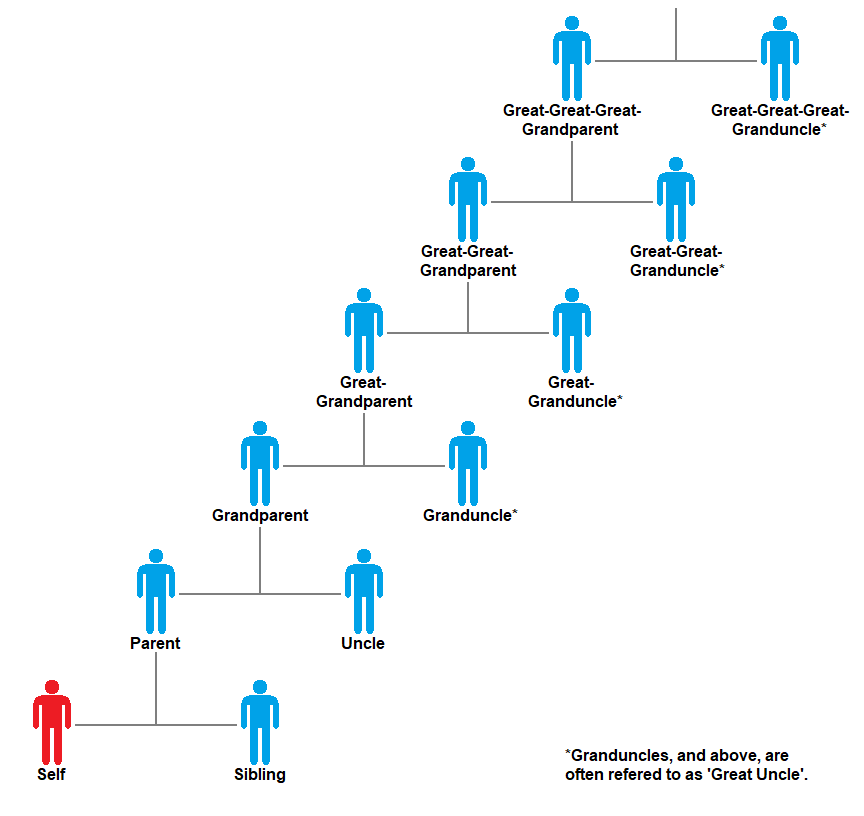
Chú bác theo thế hệ

- Chú cùng cha khác mẹ là anh trai cùng cha khác mẹ của một người.
- Chú rể có thể chỉ chồng của cô, chú hoặc chú của vợ hoặc chồng. Khi đề cập đến chồng của dì, thuật ngữ chú thường được sử dụng.
- Chú cố[1][2]/ông ngoại[3]/ông bà[4] là anh trai của ông bà nội của một người.

## Các biến thể văn hóa

### Tiếng Albanian, Slavic và Persian
Ở một số nền văn hóa, như tiếng Albania, tiếng Slav hoặc tiếng Ba Tư, không có thuật ngữ bao hàm duy nhất nào mô tả cả mối quan hệ họ hàng của một người với anh chị em cùng cha khác mẹ hoặc vợ chồng nam của cha mẹ họ. Thay vào đó, có những thuật ngữ cụ thể mô tả mối quan hệ họ hàng của một người với anh trai của mẹ họ (dajë trong tiếng Albania, daiyee trong tiếng Ba Tư, wuj (diminutive: wujek) trong tiếng Ba Lan) hoặc mối quan hệ họ hàng của một người với anh trai của cha họ (xhajë bằng tiếng Albania, amou bằng tiếng Ba Tư, stryj (nhỏ: stryjek) trong tiếng Ba Lan). Một sự khác biệt tương tự tồn tại bằng cách sử dụng các thuật ngữ riêng biệt để mô tả mối quan hệ họ hàng của một người với anh chị em nữ của mẹ họ (teze trong tiếng Albania, khaleh trong tiếng Ba Tư, ciotka (nhỏ: ciocia) trong tiếng Ba Lan), và mối quan hệ họ hàng của một người với anh chị em nữ của cha họ, (hallë trong tiếng Albania, ammeh trong tiếng Ba Tư, stryjna (nhỏ gọn: stryjenka) trong tiếng Ba Lan).
Hơn nữa, trong văn hóa Ba Tư, các thuật ngữ được sử dụng để mô tả mối quan hệ họ hàng của một người với mẹ hoặc cha mẹ của họ mang những mô tả rõ ràng và rõ ràng về mối quan hệ đó, phân biệt cha mẹ vợ với họ hàng cùng dòng máu. Ví dụ: có một thuật ngữ cụ thể mô tả mối quan hệ họ hàng của một người với vợ/chồng của chú nội của họ (tức là zan-amou, nghĩa đen là 'vợ của-' amou). Điều này làm rõ rằng quan hệ họ hàng là đối với vợ/chồng của anh chị em cùng cha khác mẹ của người đó, trái ngược với quan hệ huyết thống.

### Phía nam Châu Á
Ở Ấn Độ, những cái tên rõ ràng được sử dụng cho nhiều người chú khác nhau như chacha, anh trai của cha (hoặc kaka). Nếu anh trai của cha bạn lớn tuổi hơn cha của bạn thì anh ấy được gọi là Tauji (hoặc bapuji). Anh trai của mẹ bạn tên là Mama. Chồng của dì ruột của bạn được gọi là Fufa (hoặc Fuva) và chồng của dì ngoại của bạn được gọi là Mausa (hoặc Masa) trong tiếng Hindi (hoặc Gujarati).
Tương tự như vậy, ở nước láng giềng Bangladesh, anh trai của mẹ cũng là Mama cũng như anh trai của cha là Chacha. Chồng của dì ruột là Phupha và chồng của dì ngoại là Khalu.

## Ca dao, thành ngữ, tục ngữ về chú bác
- Chết cha còn chú, sẩy mẹ bú dì[5]
- Con chú con bác, có gì khác nhau[6]
- Không cha có chú ai ơi. Thay mặt, đổi lời chú cũng như cha[7]